# النادي الرياضي لحمام الأنف
النادي الرياضي لحمام الأنف هو ناد رياضي تونسي مقره حمام الأنف في الضاحية الجنوبية لمدينة تونس. أسس النادي عام 1944 عدد من شخصيات حمام الأنف على رأسهم منجي الأشفر والصادق بوصفارة الذي اختير كأول رئيس. ينافس فريق كرة قدم للنادي على لقب الرابطة التونسية المحترفة لكرة القدم لموسم 2010-2011 وقد شهد النادي اثر نهاية الموسم الكروي 2016_2017نزوله الي الدرجة الثانية أي الرابطة الثانية لكرة القدم ورجع إلى الرابطة الأولى في الموسم الكروي الموالي 2017_2018. عرف الفريق فترته الذهبية في النصف الثاني من الأربعينات والنصف الأول من الخمسينات بفوزه ب4 بطولات و5 كؤوس تحت إشراف صلاح الدين باي النجل الأصغر للأمين باي آخر بايات تونس. شارك الفريق مرتين في كأس الكؤوس الإفريقية: انسحب سنة 1986 في الدور النصف النهائي أمام جمعية سوغارا الغابونية، وانسحب سنة 2002 في الدور الثاني أمام نادي الموردة السوداني. يضم الفريق أيضا فروعا تنشط في كرة اليد والكرة الطائرة.

## الألوان والرموز
الألوان الرسمية للنادي هي الأبيض والأخضر

الشعار الرسمي للنادي

## سجل البطولات
| وطني |
| --- |
| - الدوري التونسي 1951¹, 1954¹, 1955¹, 1956 - كأس تونس 1946¹, 1947¹, 1948¹, 1949¹, 1950¹, 1985، 2001 - كأس السوبر التونسي 1985 |

## المدربين
| البلد           | الإسم              | الفترة    |  |
| --------------- | ------------------ | --------- |  |
| ليبيا           | علي الزقوزي        | 1949-1965 |  |
| إيطاليا         | مارك أرسوني        | 1950-1952 |  |
| الجزائر         | حبيب دراوة         | 1953-1955 |  |
| المملكة المتحدة | جورج باري          | 1955-1956 |  |
| إيطاليا         | غايتانو شارينزا    | 1956-1957 |  |
| تونس            | محمد بوستة         | 1957-1958 |  |
| تونس            | العربي باردو       | 1958-1959 |  |
| إيطاليا         | غايتانو شارينزا    | 1959-1960 |  |
| تونس            | العربي السوداني    | 1960-1961 |  |
| تونس            | محمد بوستة         | 1961-1962 |  |
| الجزائر         | علي ميلود          | 1962-1963 |  |
| فرنسا           | لويس بينات         | 1963-1965 |  |
| فرنسا           | أموند تلفور        | 1965-1969 |  |
| فرنسا           | لويس دوبال         | 1969-1970 |  |
| تونس            | عبد الرزاق العلوي  | 1970-1971 |  |
| فرنسا           | لويس منجو          | 1972-1974 |  |
| تونس            | جمال الدين بو عبسة | 1974-1976 |  |

| البلد                                   | الإسم              | الفترة    |
| --------------------------------------- | ------------------ | --------- |
| تونس                                    | مختار التليلي      | 1976-1978 |
| جمهورية يوغوسلافيا الاشتراكية الاتحادية | فلادمير فدين       | 1978-1981 |
| تونس                                    | جمال الدين بو عبسة | 1981-1982 |
| تونس                                    | عمر الذيب          | 1982-1983 |
| جمهورية يوغوسلافيا الاشتراكية الاتحادية | ستيفانوفيك دياتشا  | 1983-1986 |
| المجر                                   | أندري ناجي         | 1986-1988 |
| جمهورية يوغوسلافيا الاشتراكية الاتحادية | ستيفانوفيك دياتشا  | 1988-1990 |
| تونس                                    | حميد ذيب           | 1990-1991 |
| تونس                                    | حبيب الماجري       | 1991-1993 |
| تونس                                    | خالد حسني          | 1993-1994 |
| تونس                                    | حبيب الماجري       | 1994-1995 |
| تونس                                    | عبدالعزيز صديق     | 1995-1996 |
| تونس                                    | بكار بن ميلاد      | 1996-1999 |
| تونس                                    | عمار السويح        | 1999-2001 |
| تونس                                    | رضا عكاشة          | 2001-2002 |
| تونس                                    | محمد الورتاني      | 2002-2003 |

| البلد | الإسم              | الفترة    |
| ----- | ------------------ | --------- |
| تونس  | فريد بالقاسم       | 2003-2004 |
| تونس  | خالد حسني          | 2004-2005 |
| تونس  | حبيب الماجري       | 2005-2006 |
| تونس  | خميس العبيدي       | 2006-2007 |
| تونس  | رضا عكاشة          | 2007-2008 |
| تونس  | رضا عكاشة          | 2008-2009 |
| فرنسا | جيرارد بوشر        | 2009-2010 |
| فرنسا | دراجان سفيتوفيك    | 2010-2011 |
| فرنسا | كريستيان سارامانيا | 2011-2012 |
| فرنسا | دراجان سفيتوفيك    | 2012-2013 |
| تونس  | فريد بن بالقاسم    | 2013-2013 |
| تونس  | نور الدين بوسنينة  | 2013-2014 |
| فرنسا | جيرارد بوشر        | 2014-2015 |
| تونس  | معين الشعباني      | 2015-2016 |
| فرنسا | برنارد رودريغاز    | 2016-2016 |
| تونس  | كمال الزواغي       | 2016-     |

## الروساء
| البلد | الإسم               | الفترة    |
| ----- | ------------------- | --------- |
| تونس  | صادق بوصفرة         | 1944-1945 |
| تونس  | حمادي عبد الصمد     | 1945-1948 |
| تونس  | خير الدين عزوز      | 1949-1956 |
| تونس  | صادق بوصفرة         | 1956-1987 |
| تونس  | عبد الرزاق الوسلاتي | 1987-1990 |
| تونس  | الناصر بوفارس       | 1990-1990 |

| البلد | الإسم               | الفترة    |
| ----- | ------------------- | --------- |
| تونس  | منصف بن مراد        | 1995-1996 |
| تونس  | معاوية الكعبي       | 1996-1999 |
| تونس  | عبد الرزاق الوسلاتي | 1999-2001 |
| تونس  | حمادي العتروس       | 2001-2004 |
| تونس  | معاوية الكعبي       | 2004-2005 |
| تونس  | عادل قيطار          | 2005-2005 |

| البلد | الإسم             | الفترة    |
| ----- | ----------------- | --------- |
| تونس  | منجي بحار         | 2005-2011 |
| تونس  | عادل دعدع         | 2011-2016 |
| تونس  | محمد فاضل بن حمرة | 2016-     |

## أبرز اللاعبين القدامى
- نور الدين ديوة
- حمادي هنية
- عبد العزيز بن تيفور
- تميم الحزامي
- خالد حسني
- فيصل الجلاصي
- الصحبي السبعي
- نور الدين بوسنينة
- نبيل طاسكو
- بلحسن العلوي
- سراج الدين الشيحي
- وليد عزيز
- سفيان المليتي
- يامن بن زكري

## أشهر الاعبين الحاليين
- زياد الزيادي
- محرز بن راجح

## وصلات خارجية
الموقع الرسمي للنادي
صفحة عن النادي في موقع يعنى بمدينة حمام الأنف